# Pectinaria
Angraecum là chi thực vật có hoa trong họ Apocynaceae.

## Hình ảnh

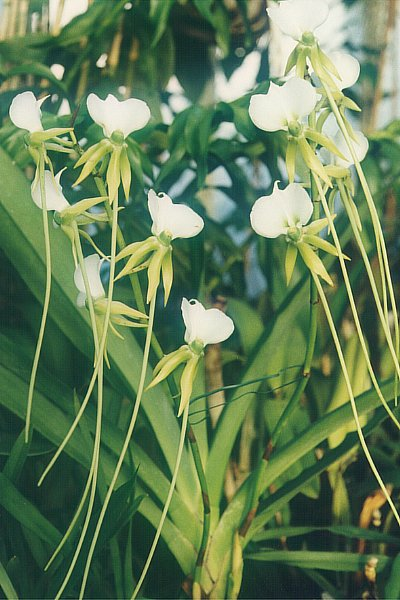
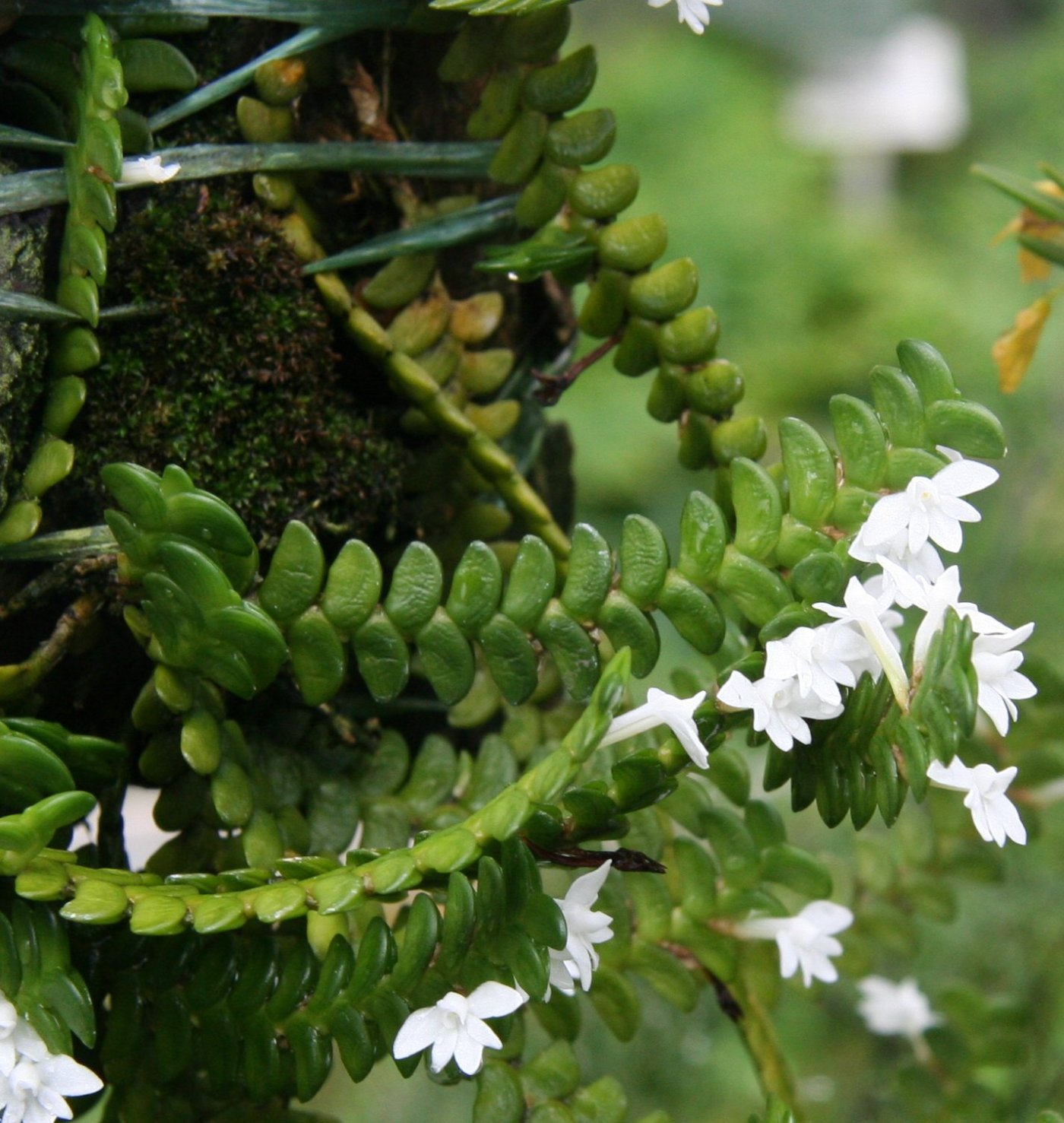
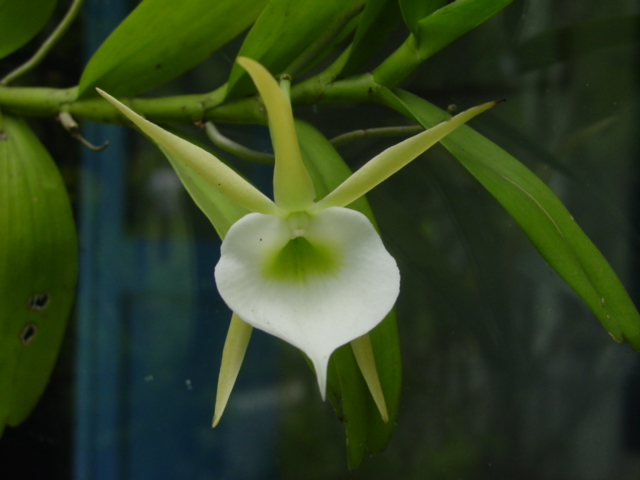